# Cibola
Cibola ist der Name einer der sagenhaften Sieben Städte aus Gold und zugleich auch der Gesamtbegriff für diesen Mythos.

## Entstehungsgeschichte
Der Mythos wurde von Álvar Núñez Cabeza de Vaca unbeabsichtigt ins Leben gerufen. Auf seiner Flucht aus der Gefangenschaft von Indianern durchquerte er mit seinen Gefährten Alonso del Castillo, Andrés Dorantes und dem Mauren Estevanico den nordamerikanischen Kontinent von Ost nach West. Auf ihrem Weg trafen die Männer in den Dörfern der Pueblo-Indianer auf Menschen, die in festen Häusern lebten und Mais anbauten. Nach dem entbehrungsreichen Marsch erschien Cabeza de Vaca und seinen Gefährten diese Gegend als sehr wohlhabend. Seine Berichte waren wahrheitsgemäß verfasst, wurden jedoch verfälscht wiedergegeben: Die Dörfer der Pueblo-Indianer wurden zu sieben goldenen Städten.

## Gerüchte
Im Jahre 1539 sandte Antonio de Mendoza, der Vizekönig von Neu-Spanien, den Priester Marcos de Niza von Mexiko-Stadt in den Norden. Er sollte, geführt von dem Mauren Estevanico, die Städte finden und erkunden, ob sich eine Expedition dorthin lohnt. Estevanico fand auf dieser Reise den Tod und Marcos de Niza kam nicht nahe genug an die Dörfer der Pueblos heran. So konnte er sie nur aus der Ferne betrachten. Allein die Existenz dieser Orte war ein ausreichender Grund für eine Expedition. Auch Marcos de Niza berichtete nicht von Städten aus Gold. Seine Berichte wurden ebenfalls verfälscht.

## Expedition
Eine Expedition unter der Führung von Francisco Vásquez de Coronado war 1540 auf der Suche nach diesen Städten und erreichte und eroberte dabei Hawiku, eines der Dörfer der Zuñi. Ein anderes Zuñidorf wurde dann tatsächlich Cibola genannt und existiert bis heute als US-amerikanische Stadt. Nach der Eroberung von Hawiku wurde Marcos de Niza fast gelyncht, als die Spanier feststellten, dass sie Lehmhütten erobert hatten.
Nach der erfolglosen Suche wandte sich Coronado einem anderen Mythos zu, dem Goldland Quivira, östlich von Cibola gelegen.

## Trivia
Carl Barks schrieb 1954 die Geschichte The Seven Cities of Cibola ‚Die sieben Städte von Cibola‘, die er einige Jahrzehnte später auch auf einem seiner berühmten Ölbilder verewigte.